# Asota paliura
Asota paliura är en fjärilsart som beskrevs av Swinhoe 1893. Asota paliura ingår i släktet Asota och familjen nattflyn. Inga underarter finns listade i Catalogue of Life.